# Pomeifrè

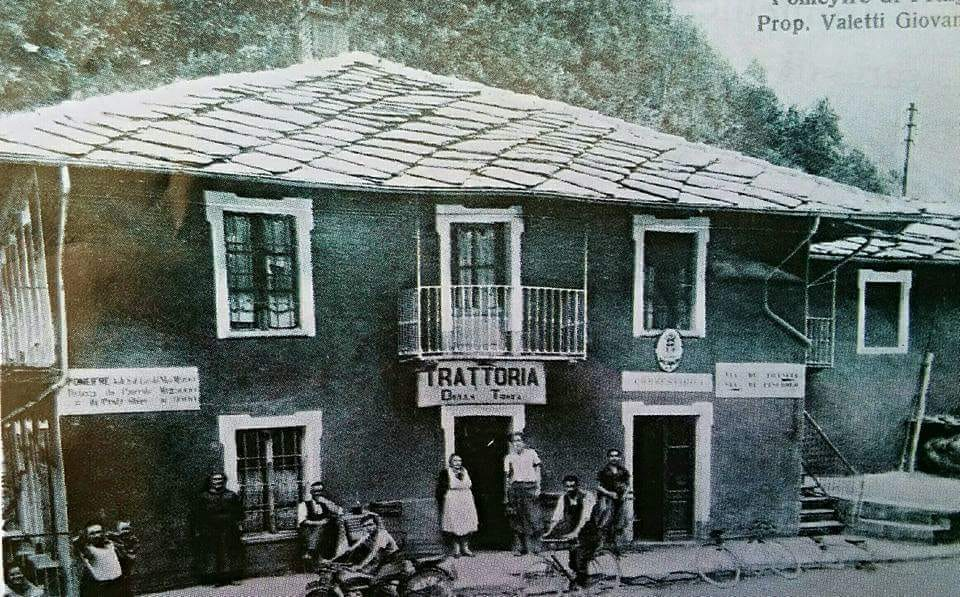

Pomeifrè, ("Poumaifrè" in patois) situata a 995 m di altitudine, è la prima borgata del comune di Prali (9 km), che si trova salendo in Val Germanasca dopo aver lasciato Perrero (3 km).

## Storia
Poco a monte della frazione, alla destra del "Ponte", dove un tempo sorgeva una segheria che lavorava i tronchi per trasformarli in assi per le armature nelle gallerie estrattive, si può notare l'imbocco di una importante miniera di talco, della lunghezza di  2 Km  con un diametro di oltre 5 m, costruita seguendo le tecniche delle gallerie stradali.
Nonostante siano stati rimossi i cavi, si vede ancora la vecchia stazione della teleferica "Malaura", costruita nel 1934, stagliarsi quasi alla sommità di una parete rocciosa. Agli inizi del '900, un antico sentiero obbligava ad una faticosa salita al "Salto del Lupo" (Saout da Loup): nome ispirato dalla forte pendenza, chiusa tra le rocce a destra e il Torrente Germanasca a sinistra. Si osservano ancora oggi i solchi nei massi che formavano la mulattiera, provocati da carretti e slitte che venivano caricate all'inverosimile.
Su incarico della Provincia di Torino, ai "Meisons", sopra l'abitato di Pomeifrè, è stato realizzato un impianto per il monitoraggio microsismico del fenomeno di distacco che interessa la parete rocciosa che sovrasta la SP 169.
Tra i due conflitti mondiali era presente, gestita dalla famiglia Valetti, la "Trattoria della trota", che offriva pasti e pernottamento ai viandanti di passaggio. Essa fungeva anche da rivendita di pane, sale e tabacchi.
Al momento è rimasto solo un residente, ma negli anni 60/70 i villeggianti della borgata potevano raggiungere le 30-40 persone.
Nel 1976, la locale squadra di volley, denominata "Genepy" ha vinto il torneo estivo di Prali.